# Moritz von Schütz zu Holzhausen gen. von Bechtolsheim
Moritz Freiherr von Schütz zu Holzhausen gen. von Bechtolsheim (bis 1862 Moritz Freiherr von Mauchenheim gen. von Bechtolsheim) (* 12. Februar 1837 in Würzburg; † 15. Januar 1901 in Aibling) war 1866 Mitglied der ersten Kammer der Landstände des Herzogtums Nassau.

## Leben
Er war der Sohn des königlich bayerischen Kammerherren Johann Philipp Gottfried Freiherr von Mauchenheim gen. von Bechtolsheim (* 17. Juli 1789 in Würzburg; † 6. September 1848 ebenda). Die Mutter war Caroline geborene Freiin von Gagern (* 14. März 1801 in Hornau; † 2. Juni 1896 in Steinbach/Unterfranken), der Tochter von Hans Christoph Ernst von Gagern.
Von Mauchenheim gen. von Bechtolsheim, der katholischen Glaubens war, heiratete am 4. September 1861 in Camberg Marie Freiin von Schütz zu Holzhausen (1841–1866), die Tochter des Friedrich Wilhelm Freiherr Schütz von Holzhausen (1805–1866) und dessen Ehefrau Carolina Freiin Spies von Büllesheim (1821–1907). 1862 erfolgte die Namens- und Wappenvereinigung.
Nach dem Tod der ersten Ehefrau heiratete er am 11. Februar 1874 in Wien Mathilde geborene Freiin Günther von Sternegg (1852–1906).